# Batúrinskaia
Batúrinskaia - Батуринская (rus) és una stanitsa del krai de Krasnodar, a Rússia. Es troba a la vora dreta del riu Beissug, a 29 km a l'est de Briukhovétskaia i a 88 km al nord de Krasnodar, la capital.
Pertanyen a aquest municipi el possiólok de Zarià i els khútors de Zozova Balka i Poltavski.